# Tonwert
Der Begriff Tonwert  bezieht sich auf die unterschiedlichen Stufen zwischen Hell und Dunkel eines Farb- oder Schwarzweiß-Bildes, sei es auf einem transparenten Träger (Film), in einem digitalen Datensatz oder auf einem Aufsichtsbild, fotografisch oder gedruckt. Er beschreibt bei einem Bildelement (Punkt) einen Farb- oder Grauwert innerhalb eines vorgegebenen Farb- bzw. Graustufenspektrums, angegeben in 0 – 100 %. Dabei bedeutet:
- 100 % maximale Dunkelheit bzw. Farbbedeckung (Vollton) des Abbildungsmediums
- 0 % komplette Transparenz des Films bzw. des Blankopapiers bei Rasterdrucken.

Der Tonwert wird aus Messungen der optischen Dichte bzw. des Reflexionsgrades (früher: Remission) bestimmt und nach der Murray-Davies-Formel aus diesen Messwerten berechnet. Er wird nach dem Prozess Standard Offset mit dem Symbol {\displaystyle A} gekennzeichnet.

## Tonwert auf Kopierfilm

Rechts Halbtonbild, links stark vergrößertes Raster

Der Tonwert ist hier eine Bezeichnung für den Grauwert bei Halbtonvorlagen. Alle Tonwerte zwischen Lichtern (hellen Bildpartien) und Tiefen (dunklen Bildpartien) entsprechen verschiedenen Schwärzungsgraden. Der Tonwert ist ein relatives Maß, das Werte zwischen voller Transparenz eines verwendeten Filmmaterials (0 %) und voller Schwärzung unter den gewählten Arbeitsbedingungen (100 %) kennt.
Wichtig in diesem Zusammenhang ist auch die optische Dichte, ein wahrnehmungsgerechtes Maß für die Intensität einer Schwärzung.
Bei einem Positivfilm wird der scheinbare Anteil der bedeckten Fläche in Prozent angegeben, bei einem Negativfilm dagegen wird angegeben, wie viel Prozent zu 100 % Tonwert fehlen.

## Tonwert in der digitalen Bildtechnik

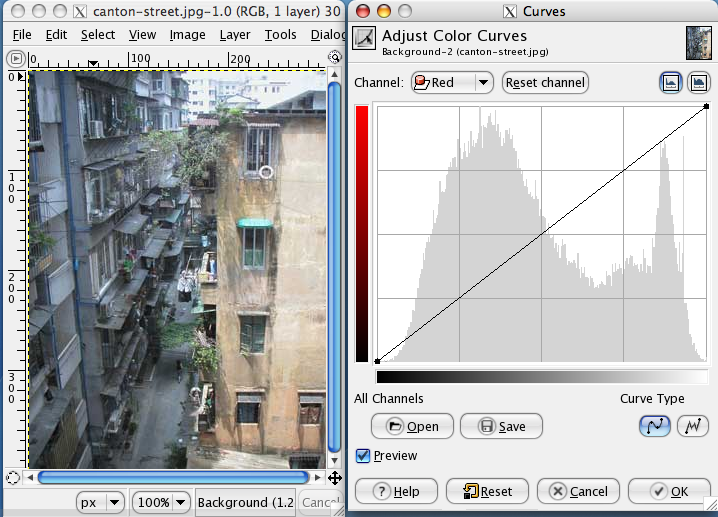
Foto und dessen Helligkeitswert-Verteilung im Programm GIMP

Der Tonwertbereich eines RGB-Farbkanals digitaler Bilddateien umfasst einen Bereich, der durch die Bittiefe vorgegeben ist; z. B. ergeben sich bei 8 Bit 28=256 diskrete Werte für jede Farbe. Wie bei (Positiv-)Film und im Druck entspricht in der digitalen Bildtechnik der niedrigste Tonwert der Eigenschaft Farbe nicht vorhanden, der höchste Tonwert entspricht Farbe maximal vorhanden. Da hier die drei Farbkanäle jedoch additiv und nicht wie bei (Positiv-)Film und im Druck subtraktiv kombiniert werden, entspricht in der digitalen Bildtechnik
- RGB = (0,0,0) Schwarz
- RGB = (255,255,255) Weiß.

Für einige Anwendungsbereiche genügt die Abstufung in 256 Farbwerte nicht mehr. So bieten Digitalscanner je Farbkanal einen Tonwertbereich von 16 Bit (entsprechend 216=65.536 Abstufungen) und mehr. Hochwertige DSLR-Kameras des Jahres 2009 haben einen theoretischen Tonwertumfang von 14 Bit, effektiv ist er u. a. aufgrund der Vorgänge im AD-Wandler kleiner. Auch für HDR-Bilder kann ein höherer Tonwertumfang nützlich sein. Während JPEG-Bilder meist auf 8 Bit pro Farbkanal begrenzt sind, können 16-Bit-Daten z. B. im TIFF-Dateiformat gespeichert werden.

## Tonwertkorrektur

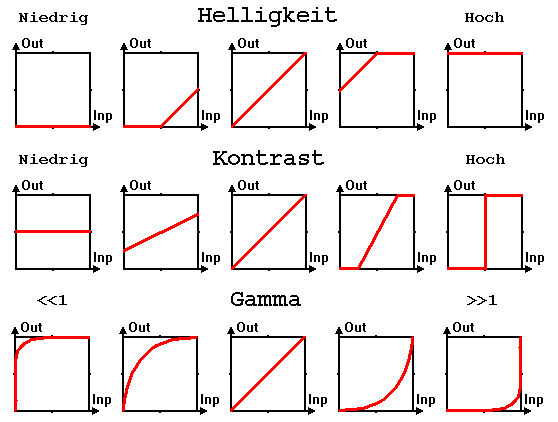
Tonwertkorrektur durch Änderung der Helligkeit, des Kontrasts und/oder Gamma-Werts

Eine Tonwertkorrektur ist in diesem Zusammenhang eine mathematische Funktion f(x), welche die Helligkeitsverteilung einzelner Farbkanäle bzw. des Gesamtbildes verändert, zum Beispiel:
- Eine lineare Funktion („Gerade“) f(x) = x lässt die Tonwerte unverändert.
- Eine Korrekturfunktion, die gegenüber der Geraden eine leichte S-Form aufweist, verstärkt den Bildkontrast. Spiegelt man die Kurve an der Diagonale f(x) = x, wird der Kontrast in demselben Maße abgeschwächt.
- Eine lineare Korrekturfunktion („Gerade“) f(x) = 1 - x „invertiert“ die Helligkeitswerte hin zu einem Negativbild.
- Eine einfache Potenzfunktion f(x) = x{\displaystyle ^{\gamma }} (Gammakorrektur) verändert Hell- und Dunkelwerte nicht-linear.
- Die Tonwertkorrektur kann schließlich auch unstetig über eine Tabelle (Lookup-Tabelle) erfolgen.

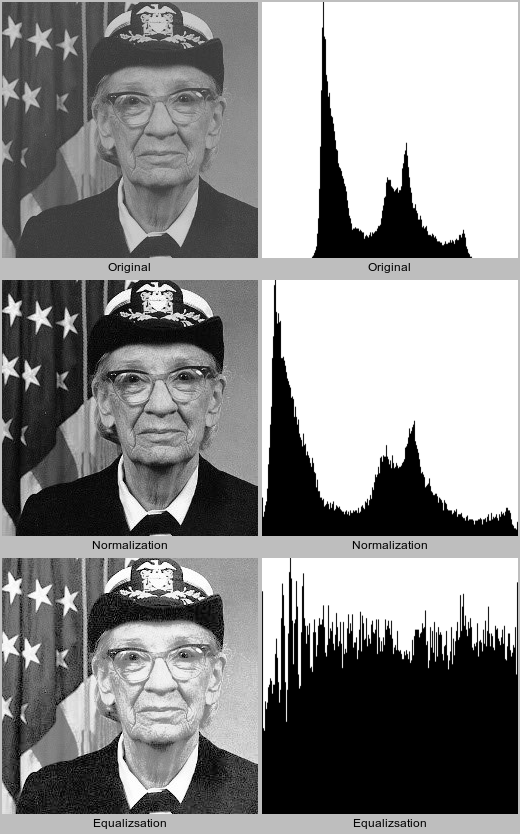
Tonwertkorrekturen.
Oben: Originalbild
Mitte: Tonwertspreizung
Unten: Tonwertausgleich

Nicht korrekt belichtete Bilder nutzen den zur Verfügung stehenden Grauwertbereich nicht aus: die dunkelsten Bildbereiche sind nicht schwarz, sondern grau, oder die hellsten nicht weiß.
Eine Tonwertspreizung (engl. histogram normalization) verschiebt den dunkelsten Punkt auf den Schwarzpunkt und den hellsten auf den Weißpunkt. Die Werte dazwischen werden linear interpoliert.
Ein Tonwertausgleich (engl. histogram equalisation) transformiert ebenfalls die Extremwerte auf schwarz und weiß. Die Werte dazwischen werden aber so umgerechnet, dass die Tonwerte gleichmäßig auf die Grauwerte verteilt sind; die Summenfunktion über die Grauwerte steigt linear an.

## Tonwert in der Drucktechnik
Der Tonwert {\displaystyle A} ist ein Maß dafür, wie gedeckt eine Farbfläche einem Normalbeobachter erscheint. Dabei gibt es die Vorstellung, dass eine Farbfläche aus einem Anteil voll gedeckter Farbe (Vollton) und farbfreien Stellen besteht und das Auge diese unterschiedlichen Anteile nicht auflösen kann. In der Wirkung auf das Auge (und auf optische Messgeräte) gibt es dazu noch ein physikalisches Phänomen, den Lichtfang. Beide zusammen bilden den Tonwert.
Er ist ein optisches und kein geometrisches Maß. Daher wurde er früher auch „optisch wirksame Flächendeckung“ {\displaystyle F_{\text{D}}} genannt. Er wird nach der Murray-Davies-Formel berechnet und kann mit Hilfe von Densitometern gemessen werden. In manchen Messgeräten wird er noch immer fälschlicherweise als „Flächendeckung“ bezeichnet.

Diagramm Tonwert, Flächendeckungen und optische Dichten im Druck

Der Tonwert gilt, streng genommen, immer für eine Farbe, Schwarz, Cyan, Magenta oder Yellow. Eine unbedruckte Fläche hat den Tonwert 0 %, eine Volltonfläche 100 %. In der Druckersprache wird ein 25%iger Tonwert als Viertelton bezeichnet, ein 50%iger Tonwert als Halbton bzw. halber Ton und ein 75%iger Tonwert als Dreiviertelton.
Dagegen bezeichnet Halbton in der fotografischen Technik alle nicht gerasterten, homogen eingefärbten Farbfelder; ein Rasterton wird dort als Halbton-Simulation bezeichnet.
Werden die Tonwerte aller Farben einer Bildstelle zusammengerechnet, so erhält man die Tonwertsumme, auch bekannt unter der Bezeichnung Gesamtfarbauftrag. So kann es sein, dass eine Druckfläche z. B. mit 300 % Gesamtfarbauftrag charakterisiert wird.
Die Tonwertzunahme ist ebenfalls ein Begriff aus der Drucktechnik. Sie bezeichnet den Effekt, dass Rasterpunkte auf dem bedruckten Bogen verfahrensbedingt größer sind als auf der Druckvorlage, das Druckbild also dunkler ist. Die Tonwertzunahme wird wie der Tonwert in Prozenten angegeben. Eine Rasterfläche, die mit einer Flächendeckung von 80 % angelegt ist, erzeugt im Druck eine Deckung von z. B. 85 %. Hinzu kommt der Lichtfang, beispielsweise ebenfalls mit einem Beitrag von 5 %. Die Tonwertzunahme würde in diesem Fall 10 % betragen.

## Tonwerte messen und berechnen

### In einem Film
Bei Schwarz-Weiß-Filmen misst man mit einem Durchsicht-Densitometer die optischen Dichten. Man kalibriert das Gerät an einer transparenten und an einer flächig geschwärzten Stelle und misst danach die Raster- bzw. Bildpartien, die man beurteilen möchte.

### Auf einem Druck

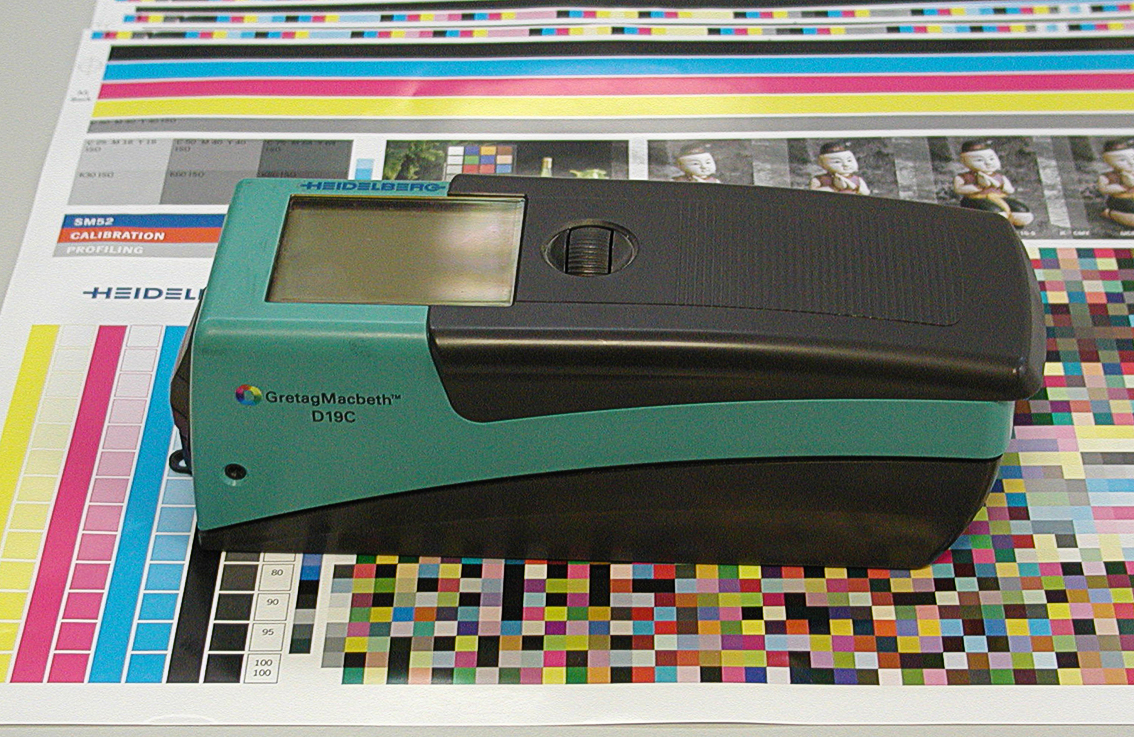
Densitometer zur Ermittlung der optischen Dichte von Aufsichtsvorlagen

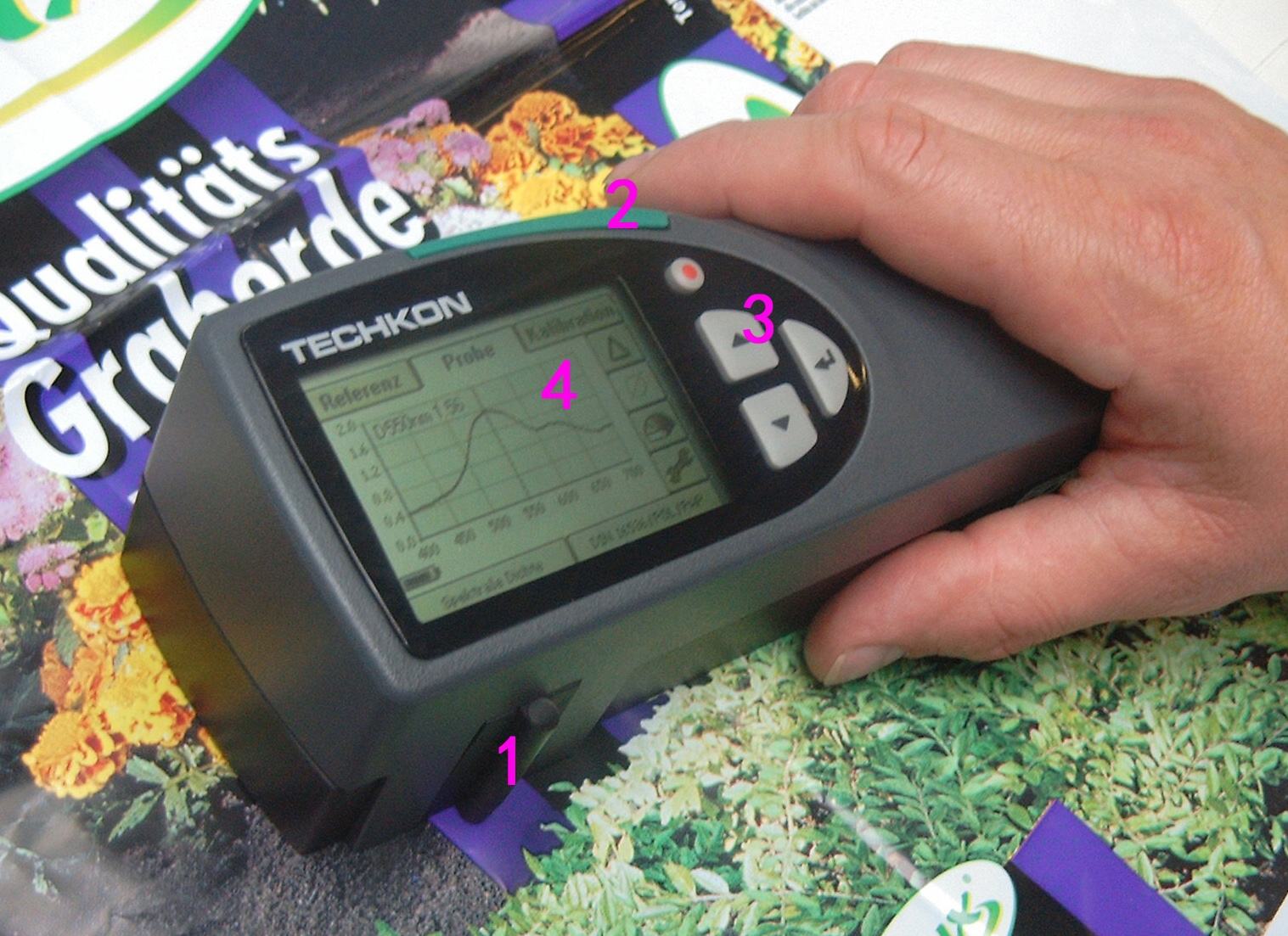
Spektraldensitometer für die Einzelmessung densitometrischer und farbmetrischer Größen.

Mit einem Spektralfotometer misst man in einem Bild oder Druck:
- den Reflexionsfaktor {\displaystyle R_{\text{B}}={\frac {I_{\text{B}}}{I_{\text{0}}}}} einer unbedruckten Fläche des Bedruckstoffs (Blanko) mit
  - dem Lichtstrom {\displaystyle I_{\text{B}}} über der unbedruckten Fläche
  - dem Lichtstrom {\displaystyle I_{\text{0}}} über Weißstandard
- den Reflexionsfaktor {\displaystyle R_{\text{V}}={\frac {I_{\text{V}}}{I_{\text{0}}}}} einer vollflächig bedruckten Fläche (Vollton) mit
  - dem Lichtstrom {\displaystyle I_{\text{V}}} über dem Vollton
- den Reflexionsfaktor {\displaystyle R_{\text{R}}={\frac {I_{\text{R}}}{I_{\text{0}}}}} der beabsichtigten Messstellen (Raster) mit
  - dem Lichtstrom {\displaystyle I_{\text{R}}} über der Rasterfläche.

Daraus kann man die Reflexionsgrade für die Rasterfläche und für den Vollton berechnen, indem man die Messungen über Raster und Vollton jeweils auf das Blankopapier bezieht:
{\displaystyle \beta _{\text{R}}={\frac {R_{\text{R}}}{R_{\text{B}}}}={\frac {I_{\text{R}}}{I_{\text{B}}}}}
{\displaystyle \beta _{\text{V}}={\frac {R_{\text{V}}}{R_{\text{B}}}}={\frac {I_{\text{V}}}{I_{\text{B}}}}}.
Die entsprechenden optischen Dichten sind wahrnehmungsgerechte, logarithmische Maße:
- optische Dichte im Raster:  {\displaystyle D_{\text{R}}=-\log \beta _{\text{R}}=\log {\frac {1}{\beta _{\text{R}}}}}
- optische Dichte im Vollton: {\displaystyle D_{\text{V}}=-\log \beta _{\text{V}}=\log {\frac {1}{\beta _{\text{V}}}}}.

Aus diesen Werten berechnet man mit der Murray-Davies-Formel den Tonwert {\displaystyle A}, ausgedrückt in %:
{\displaystyle A={\frac {1-10^{-D_{\text{R}}}}{1-10^{-D{\text{V}}}}}\cdot 100\,\%}
Man kann die optischen Dichten auch mit einem Densitometer oder modernen Spektraldensitometer messen und sie direkt in die Murray-Davies-Formel einsetzen. Moderne Messgeräte geben alle gewünschten Messwerte aus, auch den Tonwert.